# Сарасадат Хадем
Сарасадат Хадем аль-Шаріє (перс. سارا سادات خادم الشریعه; 10 березня 1997, Тегеран) — іранська шахістка, міжнародний майстер та гросмейстер серед жінок. Її вважають однією з найкращих шахісток в історії іранських шахів.

Віце-чемпіонка світу зі швидких (2018) та блискавичних шахів (2018).
Її рейтинг станом на березень 2020 року — 2494 (14-те місце у світі, 1-ше — серед шахісток Ірану).

## Кар'єра
Здобула перемоги на кількох міжнародних юнацьких турнірах: чемпіонаті Азії серед дівчат до 12 років 2008, чемпіонаті світу серед дівчат до 12 років (2009), чемпіонаті Азії серед дівчат до 16 років з бліцу 2012, чемпіонаті світу серед дівчат до 16 років з бліцу 2013. 2014 року стала першою серед іранських шахісток, яка виборола срібні нагороди на чемпіонаті світу серед юніорок.
Входила до складу збірної Ірану на жіночих шахових олімпіадах: 2012 і 2014.
Здобула право взяти участь у розіграші гран-прі ФІДЕ серед жінок 2015/2016, як представниця країни, в одному з міст якої буде один із етапів. Це місце вона виборола перемігши у кваліфікаційному матчі з шести партій, що пройшов у Тегерані, свою співвітчизницю Атусу Пуркашіян.
У жовтні 2015 року з результатом 1½ очка з 11 можливих (+0-8=3) посіла останнє 12 місце на першому етапі серії гран-прі ФІДЕ, що проходив у Монте-Карло (Монако).

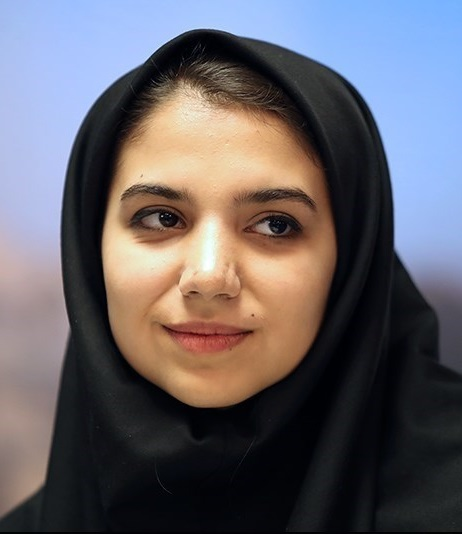
Сарасадат Хадем, 2017

У лютому 2016 року з результатом 7 з 11 очок (+4-1=6) Хадем посіла 2 місце на другому етапі серії гран-прі ФІДЕ, що проходив у Тегерані.
У грудні 2016 року набравши 6 очок з 11 можливих (+2-1=8) розділила 3-7 місця на п'ятому завершальному етапі серії гран-прі ФІДЕ, що проходив у Ханти-Мансійську. Таким чином, набравши сумарно 212 очок, Сарасадат Хадем посіла 10 місце в серії Гран-прі ФІДЕ серед жінок 2015/2016 років. А наприкінці грудня 2016 року на чемпіонаті світу зі швидких та блискавичних шахів, іранка посіла:
 — 4-те місце у турнірі зі швидких шахів, набравши 7½ очок з 12 можливих (+5-2=5), 
 — 18-те місце у турнірі з блискавичних шахів, набравши 9 очок з 17 можливих (+9-8=0)
У жовтні 2018 року Сарасадат Хадем у складі жіночої збірної Ірану посіла 14-те місце на шаховій олімпіаді, що проходила в Батумі. Набравши 8½ очок з 11 можливих (+7-1=3), вона посіла 8-ме місце серед шахісток, які виступали на 1-й шахівниці.
У листопаді 2018 року з результатом 7 очок з 9 можливих (+6-1=2) Хадем розділила 2-6 місця на турнірі «16e Rencontres Internationales du Cap d'Agde — Grand Prix».
У грудні 2018 року на чемпіонаті світу зі швидких та блискавичних шахів, Сарасадат посіла:
 — 2-ге місце у турнірі зі швидких шахів, набравши 9 очок з 12 можливих (+7-1=4),
 — 2-ге місце у турнірі з блискавичних шахів, набравши 13 очок з 17 можливих (+11-2=4).
Наприкінці грудня 2019 року на чемпіонаті світу зі швидких та блискавичних шахів, іранка посіла:
 — 29-те місце у турнірі зі швидких шахів, набравши 7 очок з 12 можливих (+6-4=2),
 — 9-те місце у турнірі з блискавичних шахів, набравши 11½ очок з 17 можливих (+10-4=3).